# Henri Germond
Henri Germond (* 17. Juli 1901 in Lausanne; † 15. Mai 1985 in Bernex) war ein Schweizer evangelischer Geistlicher und Hochschullehrer.

## Leben

### Familie
Henri Germond war der Sohn von Aloïs Germond (* 1. Oktober 1870; † 6. Dezember 1958), Leiter des Militärdepartements, und dessen Ehefrau, der Pfarrerstochter Judith (geb. Perret).
Er war mit Johanna Maria, Tochter von Hendrich Braak aus Amsterdam, verheiratet.

### Werdegang
Henri Germond immatrikulierte sich an der Universität Lausanne zu einem Theologiestudium und erhielt 1925 sein Lizenziat.
Im Anschluss an das Studium hatte er sein Vikariat sowohl in Berlin als auch in Paris, bevor er erst 1926 Pfarrer in Huémoz bei Ollon, dann 1932 in Echallens und 1947 in der Pfarrei der Kathedrale Notre-Dame von Lausanne wurde.
1932 wurde er als Lehrbeauftragter Dozent und war dann von 1952 bis 1966 Professor für praktische Theologie und Religionsgeschichte an der Universität Lausanne; in dieser Zeit war er sowohl von 1954 bis 1956 als auch von 1964 bis 1966 Dekan der Theologischen Fakultät.

### Geistliches und berufliches Wirken
Henri Germond war Vizepräsident der Synode sowie Präsident der Synodalkommission und der Eben-Hézer-Stiftung, die auch heute noch Menschen mit Behinderung begleitet.
Er setzte sich für eine offene, vielfältige Landeskirche ein und widersetzte sich dem Zusammenschluss der Landes- und Freikirchen, dazu bekämpfte er die Aufhebung der Kloster- und Jesuitenartikel in der Bundesverfassung (siehe auch Konfessionelle Ausnahmeartikel in der Bundesverfassung der Schweizerischen Eidgenossenschaft).

## Schriften (Auswahl)
- Gabriel Chamorel; Henri Germond; Edmond Grin: Une Révision de notre liturgie est-elle désirable, et dans quel sens? Lausanne: Bibliothèque de la Fac. de theologie, 1934.
- Le pasteur dans la cité. Lausanne, 1953.
- Henri Germond; Michel Thévoz: L'Art brut. Lausanne: C.N.D.P, 1984.